# Selekcja III. Ostatni numer
Selekcja III. Ostatni numer – spektakl Teatru Telewizji z cyklu Teatru Sensacji „Kobra” z 1985 roku w reż. Tadeusza Kijańskiego. Trzecia i ostatnia część tryptyku zrealizowanego na podstawie opowiadania Waldemara Łysiaka z tomu Perfidia (1980). Był kontynuacją spektakli Teatru TV pt. Selekcja (1984) i Selekcja II. Skorpion (1985). 

## Fabuła
Wrzesień 1975 roku, Nowy Jork. Vittorio Matta, po dokonaniu zemsty na swoim byłym podwładnym i zdrajcy Accardo, poluje na jego mocodawców. Pomaga mu w tym jego wspólnik i szuler Ricardo. Dzięki jego informacjom Vittorio dociera do byłej żony Collinsa – współpracownika Accardo – która wyjawia mu miejsce pobytu byłego małżonka. Zabiegi Matty, mające na celu dotarcie do mocodawcy Accardo, zbiegają się w czasie z rozgrywką w łonie mafijnej rodziny kierowanej przez braci Labordinich. Starszy z nich – Alberto – postanawia wyeliminować z interesu młodszego i jego zadaniem nieudolnego Michele. W tym celu porywa jego córkę i stawia mu ultimatum: Michele zwróci mu sumę, którą jego zadaniem rodzina straciła na interesach Michele, a on sam wycofa się z interesu w zamian za życie córki. Córkę Michele więzi Collins w starej przystani i właśnie wtedy trafiają tam Vittorio i Ricardo. Przy pomocy Collinsa usiłują zwabić w pułapkę Alberto, jednak ten przybywa z grupą uzbrojonych ludzi. Wywiązuje się strzelanina, a Vittorio i Ricardo okazują się być w pułapce. Próbują ratować się z opresji, uciekając pod wodą za pomocą znalezionych na przystani akwalungów, jednak tylko dwa z nich są sprawne. Vittorio decyduje, że uciekać ma Ricardo i mała Billy, a sam pozostaje na przystani. Wiedząc, jaki los go czeka z ręki Alberto, i będąc człowiekiem, dla którego najważniejszym celem jest zemsta za śmierć rodziny, po ucieczce Ricardo z dziewczynką wpuszcza Alberto i jego ludzi na teren przystani. Wcześniej jednak uruchamia detonator ładunków wybuchowych, którymi zaminowana jest przystań. Działający z 5-minutowym opóźnieniem mechanizm w potężnej eksplozji powoduje śmierć Vittorio i Alberto wraz z jego ludźmi. Przybyłe na miejsce FBI, które od pewnego już czasu podąża śladem Vittoria, zastaje tylko zgliszcza i trupy.

## Obsada aktorska
- Henryk Talar – Vittorio
- Michał Pawlicki – Ricardo
- Wiktor Zborowski – porucznik FBI
- Zdzisław Wardejn – Collins
- Elżbieta Zającówna – Judy
- Stanisław Michalski – Alberto Labordini
- Jerzy Zelnik – Michele Labordini
- Dobromiła Skalska – Billy Labordini
- Wojciech Wysocki – por. Ciccione
- Maria Probosz – pani Ciccione
- Jolanta Nowak – pani Milway
- Piotr Grabowski – Chris
- Waldemar Łysiak – don Raffael

i inni.